# Zephronia butleri
Zephronia butleri är en mångfotingart som beskrevs av Arthur Sidney Olliff 1882. Zephronia butleri ingår i släktet Zephronia och familjen Zephroniidae. Inga underarter finns listade i Catalogue of Life.